# Marele Bazin

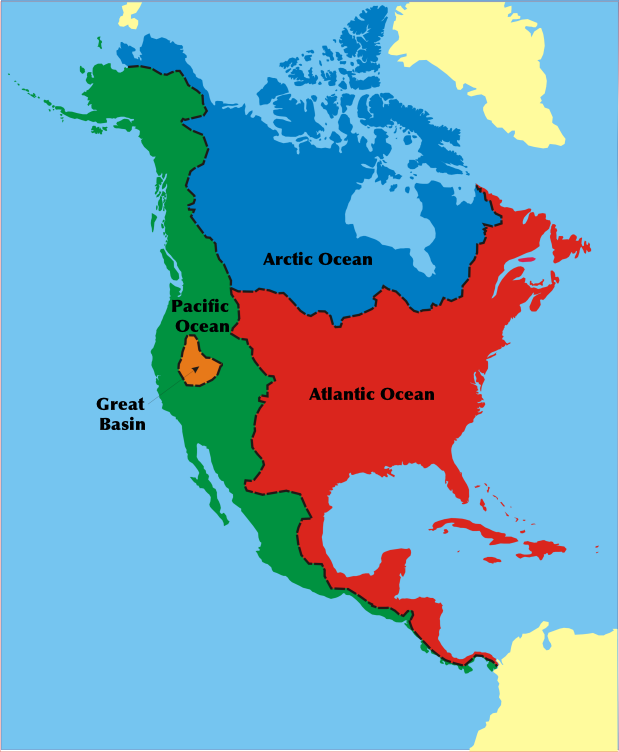
Hartă indicând bazinele hidrografice ale Americii de Nord; Marele Bazin este reprezentat în portocaliu.

Marele Bazin (în engleză The Great Basin) este o regiune mare, aridă, de tip deșertic, numită uneori și deșert rece, situată în vestul Statelor Unite ale Americii, definită în mod comun geografic ca regiunea bazinului de captare (sau hidrografic) a apelor situată aproximativ între lanțurile muntoase a Munților Stâncoși și Sierra Nevada, fără o ieșire naturală spre mare. 
Corespunzător, denumirea Deșertul Marelui Bazin (The Great Basin Desert) este definit de extinderea unor specii de plante, caracteristice zonelor de tip deșertic, acoperind aproximativ o suprafață diferită, dar care se intersectează cu cea a Marelui Bazin. 
Zona Culturală a Marelui Bazin (The Great Basin Culture Area) este zona geografică nativă a triburilor nativilor americani care se extinde spre nord și est mai mult decât zona bazinului hidrografic a Marelui Bazin. 

## Descriere
Platoul montan al Marelui bazin acoperă circa 500.000 km² și cuprinde cea mai mare parte a statului Nevada, mai bine de jumătate din suprafața statului Utah, precum și zone ale statelor California, Idaho, Oregon, Wyoming. 
Marele Bazin nu este, de fapt, doar un singur bazin hidrografic, ci un ansamblu de numeroase bazine hidrografice prezentând, per ansamblu, aceeași caracteristică definitorie, lipsa ieșirii la mare. Astfel, din punct de vedere al bordării hidrografice, Marele Bazin este 
mărginit la vest de bazinele de captare Sacramento - San Joaquin și Klamath, la nord de bazinul râurilor Columbia - Snake și, respectiv la sud și est de bazinul hidrografic Colorado - Green.
Bazinele hidrografice din cadrul Marelui Bazin cuprind următoarele bazine de captare: 
- Great Salt Lake - Utah, Idaho, Wyoming;
- Death Valley - California, Nevada;
- Honey Lake - California;
- Mono Lake - California;
- Humboldt Sink - Nevada (zona de colectare a apelor râului Humboldt, cel mai lung râu din Marele Bazin);
- Pyramid Lake - Nevada;
- Black Rock Desert - Nevada, Oregon;
- Carson Sink - Nevada;
- Walker Lake - Nevada;
- Harney Basin - Oregon;
- Sevier Lake - Utah;
- Abert Lake - Oregon;
- Surprise Valley - California, Nevada.

## Cele mai înalte vârfuri
- Boundary Peak (4.007 m) - în aripa estică a munților Sierra Nevada.
- Wheeler Peak (3.982 m) - în Great-Basin-Nationalpark.

## Populație

### Locuitorii de azi
Marele Bazin continuă să rămână una dintre cele mai nelocuite regiuni ale Statelor Unite. Două orașe cu adevărat mari sunt Salt Lake City, Utah, în marginea sa estică și Reno, Nevada, în marginea sa vestică. Orașe mai mici în Marele Bazin sunt Carson City, Winnemucca, și Elko în statul Nevada; respectiv Ogden, Provo, și Logan, în statul Utah. 
Marele Bazin reprezintă un loc de trecere pentru căile ferate și autostrăzile importante care leagă vestul și estul Statelor Unite. Astfel, câteva autostrăzi majore care străbat Marele Bazin sunt Interstate 80, care unește Reno și Salt Lake City, Interstate 15, care unește California și Idaho, respectiv Interstate 70, care unește vestul statului Colorado cu joncțiunea sa cu Intersate 15 din Utah.